# Zell (Bavière)
Pour les articles homonymes, voir Zell.
Zell est une commune de Bavière (Allemagne), située dans l'arrondissement de Cham, dans le district du Haut-Palatinat.